# Acmaeodera perlanosa
Acmaeodera perlanosa är en skalbaggsart som beskrevs av Timberlake 1939. Acmaeodera perlanosa ingår i släktet Acmaeodera och familjen praktbaggar. Inga underarter finns listade i Catalogue of Life.